# Suyo (Ilocos Sur)
Suyo è una municipalità di quarta classe delle Filippine, situata nella provincia di Ilocos Sur, nella regione di Ilocos.
Suyo è formata da 8 baranggay:
- Baringcucurong
- Cabugao
- Man-atong
- Patoc-ao
- Poblacion (Kimpusa)
- Suyo Proper
- Urzadan
- Uso

## Società

### Evoluzione demografica
Abitanti censiti:Questo grafico non è disponibile a causa di un problema tecnico.
Si prega di non rimuoverlo.